# Spargrisarna kan rädda världen
Spargrisarna kan rädda världen är namnet på den 27:e liveföreställningen med kollektivet Galenskaparna och After Shave. Medverkande i revyn är Claes Eriksson (som även är manusförfattare), Anders Eriksson, Knut Agnred och Jan Rippe. På grund av hälsoproblem får ibland kollegan Per Fritzell hoppa in och ta över Knuts roller i föreställningen.
Kerstin Granlund, tidigare medverkande i Galenskaparna och After Shave, arbetar som regiassistent likt Hagmans konditori och 30-årsfesten.
Föreställningen fick övervägande negativ kritik i både GP, Aftonbladet och Expressen.
Föreställningen filmades våren 2016 och sändes på SVT den 17 december 2016 samt på Yle fem i Finland den 19 december 2016. Den släpptes på köpvideomarknaden den 20 februari 2017.

## Revynummer
Akt 1:
Scen 1: Miljöstationen:
1. Tillväxt (Knut, Jan, Claes)
2. Spanar'n (Anders, Claes)
3. Så ska det gå till - Första sången (Knut)
4. Spindelmännen (Claes, Jan, Anders, Knut)
5. In i det sista (Claes, Jan, Anders, Knut)

Akt 1:
Scen 2: Skörgården:
1. Grillfest (Claes, Knut, Anders, Jan)
2. Kär i min fru (Anders)
3. Spekulanterna (Jan, Knut, Claes)
4. Vilken tur! (Jan)
5. Storpolitik (Anders, Claes, Jan, Knut)
6. Melloland (Knut, Claes, Anders, Jan)
7. Flaggstångsfunderingar (Claes)
8. Så ska det gå till - Andra sången (Knut)
9. Hundägarna och riddaren (Claes, Anders, Jan)
10. Skörgårdskväll (Claes, Knut, Jan, Anders)

Akt 2:
Övrigt:
1. För stora kostymer (Knut, Jan, Anders)
2. Vart är min gröt? (Claes)
3. Cirkulation (Knut, Anders, Claes)
4. Nutidsskräck (Claes, Jan)
5. Bosses bäver Bob (Anders)
6. Hipsters (Jan, Claes)
7. Så ska det gå till - Tredje sången (Knut)
8. Poodleboy (Claes, Anders)
9. Rockabilly poetry slam (Knut, Jan, Anders, Claes)
10. Ekonomiska klubben (Anders, Jan, Knut, Claes)
11. Spargrisarna kan rädda världen (Knut, Jan, Claes, Anders)